# 吉田誠克
吉田 誠克（よしだ まさかつ、1951年（昭和26年）3月28日 - ）は、日本の政治家。元奈良県大和高田市長（4期）。

## 来歴
1969年（昭和44年）3月、大和高田市立高田商業高等学校卒業。同年4月、酒類販売業に従事。20代後半のとき、市内で組織された奥野誠亮・衆議院議員の支援団体の青年部立ち上げに参加した。その後、青年部長も務めた。
2003年（平成15年）4月27日に行われた大和高田市長選挙に自由民主党の推薦を受けて出馬し初当選した。投票率は64.78％。
2007年（平成19年）、無投票で再選。2009年（平成21年）5月1日から2011年（平成23年）4月30日まで奈良県市長会会長を務めた。2011年（平成23年）、3選。2015年（平成27年）、無投票で4選。2019年（平成31年）の市長選は出馬せず引退。
2021年、旭日小綬章受章。

## 虚偽報告による交付金返還問題
大和高田市は、2013年度からの市道工事に伴って、住民の立ち退きや、商店街のアーケード撤去を補償する事業2件を国から約3,200万円の交付金を受けて実施した。2014年度末までに完了しなければならなかったが、市は未完了のまま、2015年（平成27年）6月、完了したとの虚偽報告を県と国に行った。同年8月3日、県の検査により大和高田市は未完了を指摘される。8月12日、同市担当課は吉田に報告するも、虚偽の報告書を県と国に提出したことは吉田に伝えなかった。9月3日に事業はようやく完了。翌9月4日、吉田は県に報告。その際、県から指摘されて吉田は初めて虚偽報告を行ったことを知る。
同年の12月議会において市は交付金返還のための補正予算案を提案。しかし虚偽報告に関する説明は議会では行われなかった。
国の命令を受けて市は2016年（平成28年）1月までに延滞金を含めた約3,680万円を返還。同年2月25日、市はこれら一連の事態を初めて公に発表した。市は担当職員4人を減給の懲戒処分にし、吉田と副市長は給料の20％を2か月間、自主的に返納することとなった。
同年3月22日に行われた市議会の調査特別委員会において、全22件の書類のうち6件に押印された市長公印については公印の使用記録がないことが判明した。